# Tommy Emmanuel-diszkográfia
Ez a szócikk Tommy Emmanuel ausztráliai fingerpicking gitáros lemezeiről szól.

## Stúdióalbumok
| Kiadva | Album                    | Megjegyzés                                 |
| ------ | ------------------------ | ------------------------------------------ |
| 1979   | From Out of Nowhere      |                                            |
| 1987   | Up From Down Under       |                                            |
| 1990   | Dare To Be Different     |                                            |
| 1992   | Determination            |                                            |
| 1993   | The Journey              |                                            |
| 1993   | The Journey Continues    | Dupla album                                |
| 1995   | Initiation               |                                            |
| 1995   | Classical Gas            |                                            |
| 1996   | Can’t Get Enough         | Amerikában Midnight Drive címen jelent meg |
| 2000   | Only                     | Első akusztikus gitáros szólólemeze        |
| 2004   | Endless Road             |                                            |
| 2006   | The Mystery              | Grammy-díjra jelölt                        |
| 2010   | Little by Little         |                                            |
| 2011   | All I Want for Christmas |                                            |
| 2015   | It's Never Too Late      |                                            |
| 2016   | Christmas Memories       |                                            |

## Együttműködések
| Kiadva | Album                                      | Közreműködő                                               |
| ------ | ------------------------------------------ | --------------------------------------------------------- |
| 1995   | Terra Firma                                | Phil Emmanuel                                             |
| 1997   | The Day Finger Pickers Took Over the World | Chet Atkins                                               |
| 2006   | Happy Hour                                 | Jim Nichols                                               |
| 2009   | Just Between Frets                         | Frank Vignola                                             |
| 2013   | The Colonel and The Governor               | Martin Taylor                                             |
| 2015   | Dov'è andata la musica                     | Dodi Battaglia                                            |
| 2015   | Just Passing Through                       | Ian Cooper, Ian Date                                      |
| 2017   | Pickin'                                    | David Grisman                                             |
| 2018   | Accomplice One                             | Jason Isbell, Mark Knopfler, Ricky Skaggs, Rodney Crowell |

## Koncertalbumok
| Kiadva | Album             | Megjegyzés  |
| ------ | ----------------- | ----------- |
| 2005   | Live One          | Dupla album |
| 2008   | Center Stage      | Dupla album |
| 2013   | Live and Solo     |             |
| 2017   | Live at the Ryman |             |

## Válogatásalbumok
| Kiadva | Album         | Megjegyzés                                  |
| ------ | ------------- | ------------------------------------------- |
| 1998   | Collaboration |                                             |
| 2001   | Greatest Hits | Dupla album                                 |
| 2010   | Essential 3.0 | Tripla album, csak Ausztráliában jelent meg |

## Videófelvételek
| Kiadva | Felvétel                      |
| ------ | ----------------------------- |
| 2002   | Live At Sheldon Concert Hall  |
| 2005   | Guitar Talk                   |
| 2005   | Up Close                      |
| 2006   | Live At Her Majesty’s Theatre |
| 2008   | Emmanuel Labor                |
| 2008   | Center Stage                  |
| 2012   | Certified Gems                |
| 2014   | Fingerstyle Milestones        |
| 2017   | Music Gone Public             |

## Külső hivatkozások
- Hivatalos oldal (angolul)
- Nem hivatalos magyar oldal
- Hivatalos angol oldal (angolul)
- MySpace (angolul)